# Povl Drachmann
Povl Drachmann, född 1887, död 1941, var en dansk författare. Han var son till Holger och Emmy Drachmann.
Drachmann var politie kandidat, och blev från 1914 redaktör för Tidsskrift for Industri. Drachmann har utgett romanerna Kraft (1912, svensk översättning 1913), Gennembrud (1914) och Kampens Mænd (1916, svensk översättning 1918), ovanliga i dansk litteratur genom sitt solida innehåll och sin hänförelse för modern industri. Drachmann har även utgett en rad skrifter i industriella och ekonomiska ämnen. Han var från 1920 medlem av Folketinget som representant för konservativa folkpartiet.